# Schernikau
Schernikau este o comună în Saxonia-Anhalt, Germania